# Alexander Esway
Alexander Esway, né Sándor Ezry, né le 20 janvier 1895 à Budapest et mort le 23 août 1947 à Saint-Tropez (France), est un réalisateur d'origine hongroise.
Il utilise parfois le nom d'Alexandre Esway.

## Biographie
Il termine la Première Guerre mondiale avec le grade de capitaine de l'aviation autrichienne et participe à la Seconde Guerre mondiale comme officier de la Légion étrangère.
On connait mal sa carrière. Il semble bien qu’il travailla comme journaliste dans ses jeunes années et qu’il était déjà venu le faire en Allemagne au début des années 1920. Lors d'un voyage qu’il fit de Liverpool à New York pendant à l’époque de Noël 1923 en compagnie de sa jeune épouse allemande Hedwig, il indiqua sur la liste des passagers qu’il habitait Berlin.
C’est là qu’un peu plus tard, il apprit le métier de réalisateur. Finalement, le producteur de films Reinhold Schünzel lui confia la réalisation du film Herkules Maier à l'automne 1927 (temps de tournage : octobre à décembre). Reinhold Schünzel lui-même y jouait le rôle principal. L'année suivante, Alexander Esway participa à des scénarios pour deux films muets allemands avant de s'installer en Grande-Bretagne au début de 1929. Là, assisté d’un Britannique, il mit en scène une comédie romantique pour le producteur Michael Balcon.
Ses débuts dans le cinéma sonore datent de juin 1930 avec le film Children of Chance. La version parlante en allemand produite simultanément, qui ne fut présentée en Allemagne (à Munich) qu'en décembre 1931, reçut le titre Kinder des Glücks et on y voyait dans les rôles principaux Dina Gralla, Kurt Vespermann et Wera Engels. L'œuvre suivante d'Alexander Esway fut le thriller Shadows. Il s'installa ensuite à Paris, où il réalisa la version française du film allemand Der Hexer. Par la suite, il fut rejoint par le jeune réalisateur débutant Billy Wilder pour son premier film Mauvaise graine. Immédiatement après, il revint à Londres. Ses productions ultérieures jusqu'en 1939 dans les capitales britannique et française sont de second rang, bien qu'il y eût à sa disposition un certain nombre d'artistes français remarquables, dont Raimu et Louis Jouvet, et Fernandel. Avec ce dernier on peut signaler Hercule, une comédie de 1938 avec Pierre Brasseur et Gaby Morlay.
La Seconde Guerre mondiale mit fin provisoirement à ses activités et, après l'occupation du pays par les troupes allemandes, il se réfugia en zone libre où il se réfugia à Marseille où il tenta d'obtenir un visa pour les États-Unis, pays où il était déjà allé en avril 1931 et mars 1936, mais ce n'est que plus tard qu'il réussit à s'échapper. Ce n’est que le 20 mai 1942 qu’il traversa l'Atlantique en partance de Casablanca pour n’atteindre New York qu'un bon mois plus tard. À Hollywood, il collabora au scénario du drame français sur la Résistance et la Libération The Cross of Lorraine. Son seul travail de direction américain en 1945 est resté complètement ignoré.
Immédiatement après la fin de la guerre en 1945, il revint en France et tourna deux autres films. De cette période, on note Le Bataillon du ciel. Il ne vit jamais la première mondiale de sa dernière œuvre, L'Idole, avec le jeune Yves Montand dans le rôle masculin principal. Il mourut à Saint-Tropez pendant l'été 1947 pendant la préparation d'un film avec Jean Gabin qui aurait dû s'appeler Maximum 80 d'après un livre de Pierre Gosset.

## Filmographie

### Court métrage
- 1935 : Plenty of Time for Play

### Films muets
- 1928 : Herkules Maier
- 1929 : Taxi for Two (version muette)

### Films parlants
- 1930 : Children of Chance
- 1931 : Shadows
- 1931 : Kinder des Glücks (version allemande de Children of Chance)
- 1933 : Une vie perdue co-réalisé avec Raymond Rouleau
- 1933 : Le Jugement de minuit co-réalisé avec André Charlot, avec Fernandel
- 1934 : Mauvaise Graine co-réalisé avec Billy Wilder, avec Danielle Darrieux
- 1935 : It's a Bet
- 1935 : Music Hath Charms (non-crédité)
- 1936 : La Conquête de l'air
- 1938 : Éducation de prince, avec Elvire Popesco
- 1938 : Barnabé, avec Fernandel
- 1938 : Hercule, avec Fernandel,  Jules Berry et Gaby Morlay
- 1939 : Quartier Latin (non-crédité)
- 1939 : Monsieur Brotonneau, avec Raimu
- 1940 : L'Homme qui cherche la vérité,  avec Raimu
- 1945 : Steppin' in Society
- 1947 : Le Bataillon du ciel, avec Pierre Blanchar
- 1948 : L'Idole, avec Yves Montand